# Libertas Brindisi 1948-1949
La Libertas Brindisi 1948-1949, prende parte al campionato italiano di Serie C, girone di qualificazione pugliese a 5 squadre. Chiude il girone al quarto posto con 2V 0N 6P, 198 punti segnati e 245 subiti.

## Storia
È la prima partecipazione ad un campionato di Serie C per la Libertas Brindisi.

## Roster
| Libertas Brindisi 1948/1949 | Libertas Brindisi 1948/1949 |
| Giocatori                   | Staff tecnico               |
| --------------------------- | --------------------------- |

| N. | Naz.              | Ruolo | Nome              | Anno | Alt. | Peso |  |
| -- | ----------------- | ----- | ----------------- | ---- | ---- | ---- |  |
|    | Italia (bandiera) |       | Umberto Nadovezza |      |      |      |  |
|    | Italia (bandiera) |       | Rodolfo Trabacca  |      |      |      |  |
|    | Italia (bandiera) |       | Angelo Trabacca   |      |      |      |  |
|    | Italia (bandiera) |       | Umberto Trabacca  |      |      |      |  |
|    | Italia (bandiera) |       | Corbella          |      |      |      |  |
|    | Italia (bandiera) |       | Orazio Farinola   |      |      |      |  |
|    | Italia (bandiera) |       | Doymi             |      |      |      |  |
|    | Italia (bandiera) |       | Luigi Fellini     |      |      |      |  |
|    | Italia (bandiera) |       | Enrico Fellini    |      |      |      |  |
|    | Italia (bandiera) |       | Sardelli          |      |      |      |  |
|    | Italia (bandiera) |       | Varisco           |      |      |      |  |
|    | Italia (bandiera) |       | Caprarulo         |      |      |      |  |

| Allenatore             |
| - Di Nunzio            |
| Assistente/i           |
| Legenda - (C) Capitano |

## Risultati
| Arbitro: | La Malfa (Taranto) |

|                          |       |                         |
| Rogazione 18, Rossini 12 | Punti | Nadovezza 13, Varisco 8 |

| Brindisi 30 gennaio 1949 3ª giornata | Libertas Brindisi | 26 – 23 | Polisportiva Lecce |  |

| Arbitro: | Caldarulo (Bari) |

|            |       |                             |
| Traversa 8 | Punti | Trabacca R. 15, Nadovezza 9 |

| Arbitro: | Caldarulo (Bari) |

|                |       |                                          |
| Trabacca R. 17 | Punti | Di Serio 18, Pignatelli 10, Tamborrino 8 |

| Brindisi 6 marzo 1949 6ª giornata | Libertas Brindisi | 28 – 32 | Angiulli Bari |  |

| Lecce 20 marzo 1949 8ª giornata | Polisportiva Lecce | 18 – 26 (8-13) | Libertas Brindisi | \| Arbitro: \| Caldarulo (Bari) \| |
| Arbitro:                        | Caldarulo (Bari)   |                |                   |                                    |

| Brindisi 27 marzo 1949 9ª giornata | Libertas Brindisi | 23 – 34 | CUS Bari |  |

| Taranto 3 aprile 1949 10ª giornata | Cestistica Taranto | 2 – 0 | Libertas Brindisi |  |